# Colonia romana
En la Antigua Roma, colonia romana era el estatuto político del que disponían diferentes civitates de Italia y, posteriormente, de las provincias. Su organización se caracterizaba por estar reglamentada por una carta de fundación legislativa y por las instituciones del pueblo romano. Esta particularidad le da a la colonia un aspecto más dependiente, menos libre en su relación con Roma, que la que tenía el municipium. Sin embargo, la colonia era considerada con una categoría política más favorable a Roma y de mayor prestigio por contar con la maiestas, supremacía religiosa. Las colonias eran una analogía de la ciudad de Roma.
Colonia se relaciona con dos expresiones: verbo colo (cultivar) o ex culto agri (cultivo del campo).

## Historia
Las primeras colonias romanas se establecieron en Ostia, Antium y Terracina al final del siglo IV a. C., momento en que se llevó a cabo la expansión romana en Italia. Se establecieron en determinados puntos estratégicos de la geografía italiana que, gracias a su posición, permitían controlar a los pueblos cercanos y, en el caso específico de Italia, a los socii de Roma. La fundación de una colonia se llevaba a cabo mediante una deductio colonial, es decir, por la transposición de una población foránea que se aloja en el nuevo territorio, colonias de nueva fundación (ex novo) o asentamientos indígenas. Los colonos eran habitantes de pleno derecho y de acuerdo al tipo de colonia varía el estatuto jurídico. Si era de ciudadanos de derecho latino el estatuto era latino y si era de ciudadanos de derecho romano el estatuto era romano. Se envían a los agrimensores, encargados de la distribución de tierra, que no será igualitaria, diferenciación social que motiva una sociedad jerarquizada.
En esta primera etapa del proceso colonizador, que duró hasta el final de las guerras púnicas, las colonias tenían sobre todo fines militares, siendo concebidas para la defensa del territorio romano. Las colonias se fundaban por Roma para alojar a ciudadanos romanos, habitualmente legionarios que habían cumplido su servicio militar a los que el estado les concedía la propiedad de alguna tierra en los territorios recién conquistados. La tercera parte de territorio conquistado se entregaba a los colonos.
Las colonias de ciudadanos romanos y de ciudadanos latinos, diferían en tamaño, formación y localización.

## Colonias latinas
Coloniae latinae. Colonias de derecho latino. Se desarrollaron en Italia entre el 334 y el 114 a. C., años del proceso de expansión romana por Italia y antes de la guerra Social (la cual llevó al otorgamiento de la plena ciudadanía romana para todos itálicos, gracias a la Lex Plautia Papiria).  Se establecen primero en zonas del interior de Italia bajo una fundación con poblamiento de 50 % romanos y 50 % socii indígenas. El estatuto latino no tiene relación ni geográfica ni de poblamiento con el Lacio, sino que se refiere al estatuto político-jurídico que caracterizó a las antiguas colonias que Roma y la liga latina fundaron con finalidades estratégicas, en el 493 a. C., merced al foedus Cassianum. Más tarde estas fundaciones solo las llevaría a cabo Roma. Estas colonias sirven de modelo para las colonias latinas que funda Roma en el 334 a. C.

### Relación con la metrópolis
Los lazos colonia-metrópolis son vínculos muy estrechos ya que a los colonos se les daban derechos civiles y la posibilidad de domiciliarse en Roma. A estos romanos, en función del ius migrandi, se les permitía domiciliarse aún no viviendo en la gran ciudad, Roma. Si eran  itálicos también se les concedía la ciudadanía romana. Tenían derechos pero también obligaciones. Los aliados debían ayudar militarmente, contribuyendo con levas de infantería; también debían disponer de un potencial militar propio al servicio de Roma. Otros deberes son las contribuciones, una serie de impuestos exigidos como ciudadanos romanos.

### Fuera de Italia
Otras fundaciones fuera de Italia. La primera colonia que funda Roma fuera de suelo italiano será la de Itálica (en la actual Santiponce. Tras la batalla de Ilipa en el 206 a. C., con la derrota cartaginesa, los legionarios itálicos heridos fueron acomodados en el territorio cercano, sobre un primitivo asentamiento turdetano, fundándose dicha ciudad con el estatuto de colonia latina. Carteia (Guadarranque, San Roque) se funda en el 171 a. C. En esta colonia es muy probable que el ius migrandi fuera reemplazado porque solo se adquiere la ciudadanía desempeñando una magistratura en la colonia. No solo el magistrado, sino toda la familia recibe este reconocimiento como ciudadano. Este último estatuto lo concedió Cneo Pompeyo Estrabón en el 89 a. C., después de la guerra Social. Algunos ejemplos de otorgamientos individuales de ciudadanía se conservan en el Bronce de Ascoli. Varias colonias establecidas más allá del río Po, donde ya existían colonias de derecho romano y latino, han sido consideradas como un primer tipo de colonias honorarias o titulares fuera de Italia. Estas colonias se observan, durante el Imperio, principalmente en las Galias, en ciudades como Nemausus (Nimes), Lugdunum Convenarum (St Bertrand de Cominges). De estas colonias titulares u honoríficas no hay constancia en Hispania.

## Colonias de ciudadanos romanos
Coloniae civium romanorum. Colonias de derecho romano. Colonias de poblamiento con características militares o civiles. Las colonias de ciudadanos romanos se establecían en la costa, por lo que también eran conocidas como coloniae maritimae. Eran pequeñas (300 familias de ciudadanos romanos y un número mayor de ciudadanos latinos) y, durante buena parte de la época republicana, se concentraban en el centro y sur de Italia. Se documentan a partir del 338 a. C., cuando la liga latina se había disuelto y Roma había unificado el Lacio. Los primeros ejemplos de colonias romanas son Antium (Ancio) o Terracina. Inicialmente, se fundan en lugares estratégicos: zonas costeras de Lacio y Campania. A partiir del siglo III a. C. se establecen en el interior de Italia, en la costa meridional y a lo largo de la costa italiana del mar Adriático.

### Fuera de Italia
En las provincias. Estas colonias también se desarrollan en las provincias, a partir del intento de controlar el mar Mediterráneo, con las guerras púnicas. Suelen durar bastante, hasta el siglo II d. C. bajo los reinados de Trajano y Adriano, cuando se testimonian las últimas fundaciones basadas en un componente foráneo, generalizándose otro tipo, las titulares. Se concede a núcleos preexistentes el rango de colonias. En las colonias de poblamiento y en las honorarias, a diferencia de las latinas, los colonos conforman una comunidad homogénea de ciudadanos.
Fuera de Italia (territorio donde terminan de existir con el otorgamiento de la ciudadanía romana a todos los itálicos tras la guerra Social) las colonias se desarrollan bien documentadas sobre todo en las provincias occidentales, en la zona del Danubio y en el Mediterráneo oriental. En el oriente mediterráneo tenemos testimonios con  Julio César y Augusto (en las provincias de Acaya, Anatolia, Siria y Macedonia) y con Claudio (en Tracia, Capadocia, Fenicia…). El estatuto de colonia, fuera de Italia, no implica privilegios fiscales con respecto a otros estatutos, ya que las exenciones fiscales (immunitas) dependían a finales de la república del Estado y en el imperio del emperador. En el principado de Caracalla, principios del III d. C., con la difusión de la ciudadanía en las provincias, dejan de ser relevantes las promociones a estatutos políticos romanos.

## Proceso de fundación
La tarea de conducir a los colonos y de realizar la fundación del asentamiento se confiaba a una comisión, que normalmente constaba de tres miembros, los cuales normalmente continuaban como patroni después de su fundación. Los colonos entraban en el territorio conquistado en formación militar, precedidos por estandartes y la fundación de la colonia se realizaba con especial solemnidad.

## Evolución de las colonias romanas
Ya durante los consulados de los Graco, las colonias perdieron su carácter militar.
La colonización se convirtió en un medio de proveer tierras a las clases desfavorecidas del pueblo romano y, durante la dictadura de Sila, fue un medio de garantizar tierras a los soldados veteranos.
Julio César se arrogó el derecho exclusivo de fundar colonias y este pasó a manos de los emperadores romanos durante el principado, quienes lo usaron casi exclusivamente con el fin de asegurar posiciones militares, volviendo a su origen de avanzadilla militar. Solo excepcionalmente, a las colonias de las provincias, se les concedió, mediante del ius italicum, la exención de impuestos de que disfrutaban las ciudades en territorio italiano.

## Colonias en Hispania

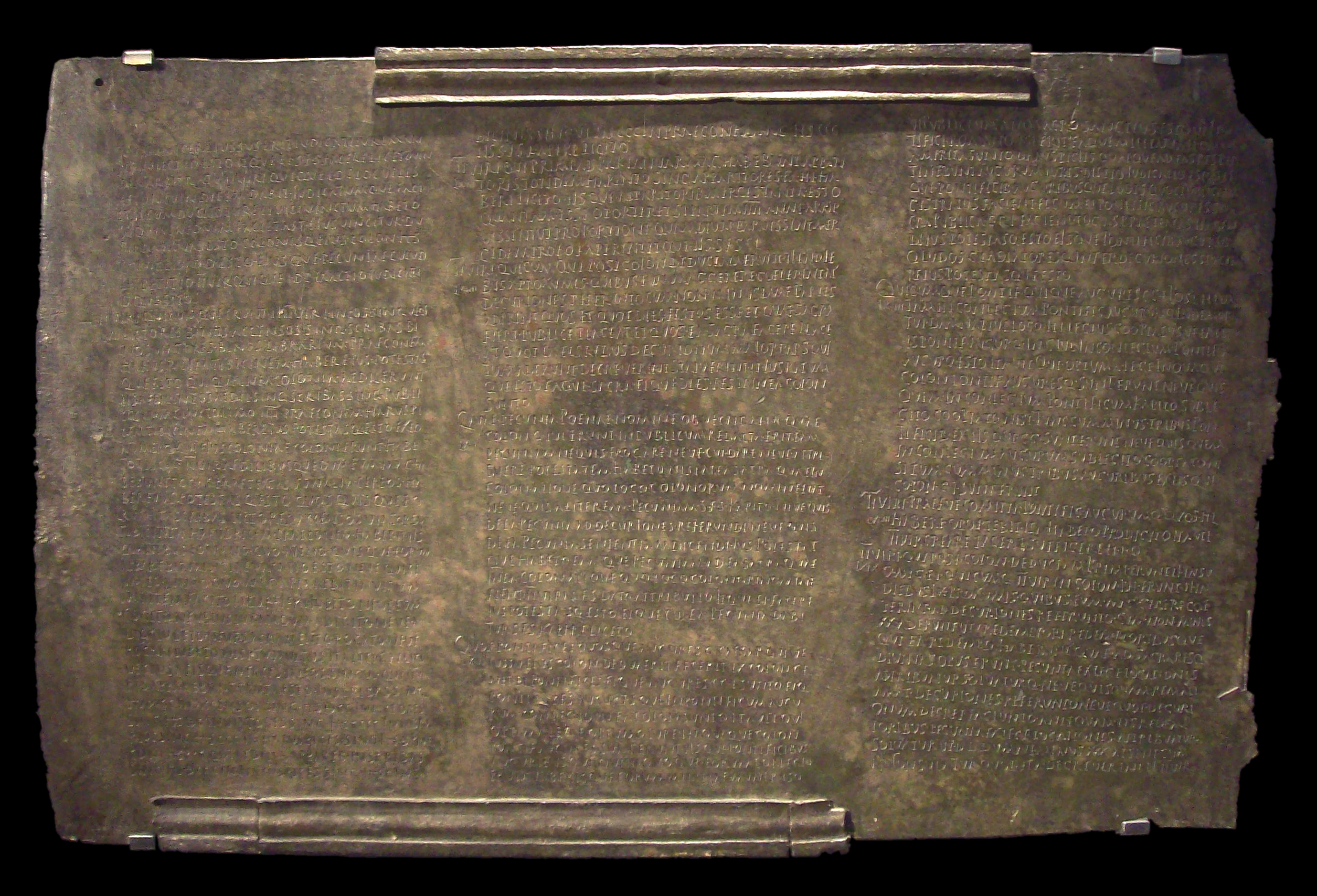
Lex Coloniae Genetivae Iuliae, ley de fundación colonial de Urso (siglo I); Museo Arqueológico Nacional, en Madrid.

En Hispania, vemos dos momentos: época César-Augusto y época postaugustea.

### Época de César-Augusto
Las primeras colonias romanas documentadas en la península ibérica, tanto de emériti como de población civil, corresponden al programa municipal desarrollado por Julio César una vez concluidas las guerras con Pompeyo y sus hijos, 49-45 a. C., y por Augusto. En ocasiones se promocionan los poblados indígenas y en otras es producto de un castigo por una actitud punitiva.
Estas colonias se sitúan en zonas de relaciones comerciales o áreas de colonizaciones (áreas fenicias, griegas o punas). Estas áreas:
- Levante y Valle del Guadalquivir:
  - Tarraco (Colonia Iulia Vrbs Triumphalis Tarraconensis) en el 45 a. C.,
  - Carthago Nova (Colonia Vrbs Iulia Nova Carthago) en el 44 a. C.,
  - Hasta Regia,
  - Hispalis (Colonia Iulia Romula Hispalis), en el 45 a. C.,[7]
  - Urso (Colonia Genetiva Iulia Urso),
  - Colonia Salaria, Úbeda
  - Corduba (Colonia Patricia Corduba) en el 46 a. C.,
  - Ucubi, Veubi o Attubi (Colonia Claritas Iulia Ucubi) en el 45 a. C.,
  - Barcino (Colonia Iulia Augusta Paterna Barcino),
  - Ilici (Colonia Iulia Augusta Ilici), ca. 26 a. C., y Astigi (Colonia Augusta Firma Astigi) en el 14 a. C.,
  - Tucci (Colonia Gemella Augusta Tuccitana) entre el 15 y el 14 a. C.,
  - Acci (Colonia Iulia Gemela Acci) en el 43 a. C.
  - Libisosa (Colonia Foroaugustana Libisosa)

- Extremadura:
  - Metellinum,
  - Norba Caesarina,
  - Augusta Emerita (Colonia Iulia Augusta Emerita) en el 25 a. C.

- Valle del Ebro: 
  - Celsa (Colonia Iulia Lepida Celsa) c. 35 a. C.,
  - Caesaraugusta (Colonia Caesar Augusta) en el 14 a. C.
- Valle del Duero: 
  - Clunia (Colonia Clunia Sulpicia) en el 70 d. C.
- Cantabria:
  - Flaviobriga en el 74 d. C.
- Sur de Portugal: 
  - Pax Iulia
  - Scalabis (Colonia Scalabis Iulia).

Algunas de estas colonias como Celsa, Augusta Emerita o Caesar Augusta, aparecen en los reversos de las monedas, o como Urso, conservamos su carta de municipalidad ―la Lex Ursonensis―, estas colonias nos ponen de relieve que su fundación se siguió por las mismas tradiciones que se atribuyen a Roma, apareciendo en los reversos monetales una yunta de bueyes conducidos por un augur marcando el perímetro del pomerium del oppidum de esas colonias. También tenemos testimonio más tarde de Augusto.

### Época postaugustea
No tenemos mucha información precisa. El municipium de Clunia fue ascendido al rango colonial como Colonia Clunia Sulpicia durante el corto gobierno de Galba, en el año 68, Portus Amanum (Castro-Urdiales, Cantabria) fue transformada por Vespasiano en la Colonia Flaviobriga y, el municipium de Italica, pasó a ser la Colonia Aelia Augusta Italica durante el mandato de Adriano

## Colonia inmune
El título de Colonia Inmune permitía a una colonia romana disfrutar de determinados privilegios como el derecho a acuñar moneda o la exención del pago de impuestos.